# Сукин, Яков Галактионович
Яков Галактионович Сукин (ок. 1752 — 4 мая 1802, Архангельск) — генерал-майор флота.
22 февраля 1764 года был зачислен в Морской кадетский корпус. 1 мая 1768 года произведен в чин гардемарина и на судах Балтийского флота совершил несколько учебных плаваний. В 1770 году, после сдачи экзаменов, произведен в чин мичмана.
В 1771 году, командуя палубным ботом корабля «Св. Георгий Победоносец», перешел из Ревеля в Копенгаген, а оттуда, на транспортном судне «Дюк Рутланд» в составе эскадры под командованием контр-адмирала Арфа перешел в Архипелаг, где крейсировал на каперском судне «Андро». В 1772 году перешел из Ливорно в Кронштадт.
В 1775 году, командуя в чине лейтенанта, гукором «Св. Павел», несколько раз пытался морем пройти из Архангельска в Кронштадт, но «за ветхостью судов» каждый раз был вынужден возвращаться в порт. Был вызван в Санкт-Петербург и отдан под суд, который «за троекратное возвращение в Архангельск и за дерзкие речи в суде, по совокупности вины» разжаловал Сукина в матросы на шесть месяцев.
В феврале 1777 года ему был возвращен прежний чин и в 1777—1779 годах Сукин плавал между Кронштадтом и Ревелем. В 1780—1781 годах на корабле «Князь Владимир» в составе эскадры под командованием бригадира Н. Л. Палибина перешел из Кронштадта в Лиссабон и обратно. В 1783 году произведен в чин капитан-лейтенанта.
В 1783—1784 годах, командуя транспортным судном «Соломбала», перешел из Кронштадта в Архангельск и обратно. Затем командовал фрегатами «Возьмислав» и «Мстиславец».
1 мая 1788 года произведен в чин капитана 2-го ранга и в том же году назначен командиром Штурманской роты.
Во время русско-шведской войны, командуя 66-пушечным кораблем «Европа» в составе отряда под командованием капитана 1-го ранга В. И. Глебова участвовал в двух сражениях со шведским гребным флотом у Поркалауда. В 1790 году командуя 74-пушечным кораблем «Америка» участвовал в Красногорском и Выборгском сражениях, за отличие в первом был награждён золотой шпагой с надписью «За храбрость», а во втором — орденом Св. Владимира IV степени с бантом.
В 1791—1792 годах вновь командовал Штурманской ротой. В июле 1793 года командовал кораблем «Три Святителя» в составе эскадры под флагом адмирала А. И. Круза в Северном море, а в 1794 году командовал 74-пушечным кораблем «Александр Невский» в Балтийском море. 1 января 1795 года произведен в чин капитана 1-го ранга.
В октябре 1797 года назначен капитаном Архангельского порта и 28 ноября 1799 года произведен в чин генерал-майора.